# 麻黃人參芍藥湯
麻黃人參芍藥湯為一中藥方劑名稱，主治因「氣血虧虛」而感染「外感風寒」，甚且帶有吐血之症狀。用現代的話語來說，該方劑即是治療身體羸弱之際得了感冒，或許伴隨吐血之象。

## 適應症
1. 身體羸弱之時，適逢染上風寒時用之。尤其是冬天睡於炕上，衣著單薄，感冒時，導致身體內熱而外冷，更有甚者會有吐血現像。[註 1]
2. 凡證屬氣陰兩虛，外受寒邪，症現畏寒發熱，咳嗽、痰中帶血，舌潤略膩，脈緊或弦緊。經服止血、涼血之劑而咳血不止者。[2]

## 辨證要點
1. 惡寒發熱
2. 無汗 (有表寒之象)
3. 心煩 (有內熱之象)
4. 倦怠乏力 (氣虛體弱之象)
5. 面色蒼白 (無虛體弱之象)
6. 或見吐血 (內熱不解之象)

## 出處
本方劑為明．李杲所創，載於其所著之《脾胃論》(公元1249年)之中。

## 方劑組成
人參、麥門冬各三分（4g），桂枝、當歸各五分（4~5g），麻黃、炙甘草、白芍藥、黃芪各一錢（6~9g），五味子二個（2g）。

## 方義
- 桂枝：補表虛，並鬆弛肌肉
- 麻黃：去外寒
- 黃芪：補氣實表益衛
- 人參：益氣固表
- 麥冬：保肺氣
- 五味子：安肺氣
- 甘草：補脾
- 芍藥：活血、安太陰
- 當歸：和血養血 [註 2]